# SpaceX CRS−29
A SpaceX CRS−29, más jelzéssel SpX−29 a SpaceX Dragon 2 típusú teherszállító űrhajójának 2023. november 10-én kezdődött repülése, amely várhatóan 30 napig tart. A küldetés során az űrhajó a NASA megbízásából a Kereskedelmi Utánpótlásszállítási Szolgálatatás (CRS) keretében utánpótlást szállít a Nemzetközi Űrállomásra. Ez a SapceX által végrehajtott hetedik repülés a CRS 2. fázisának keretében.

## Repülés
Az űrrepüléshez a Cargo Dragon C211-es űrhajót használták, amely Dragon 2 sorozat harmadik űrhajója. A visszatérésre is képes, többször felhasználható típust ötszöri használatra tervezték. A C211-es űrhajónak ez a második repülése (az elsőre 2022 novembere és 2023 januárja között került sor).
Az indítási ablakot a NASA és a SpaceX eredetileg 2023. november 6-ra határozták meg. Az egyik hajtómű üzemanyagszelepénél észlelt szivárgás majd a javítás miatt ez november 10-re csúszott. Az indítás november 10-én 01:2kor (UTC) történt a Kennedy Űrközpont 39A indítóállásából egy Falcon 9 hordozórakétával. AZ indítás után a Falcon 9-es első fokozata sikeresen leszállt a Cape Canaveral-i légibázison található LZ–1 leszállási zónában  Az űrhajó november 11-én automatikus üzemmódban csatlakozott a Nemzetközi Űrállomás Harmony moduljához. Az űrhajó várhatóan egy hónapig lesz az űrállomáshoz kapcsolva, majd Florida közelében az Atlanti-óceánon fog landolni az űrállomásról a Földre visszaszállítandó rakományával.

## Szállítmány
A teherűrhajó összesen 2950 kg-nyi szállítmánya között található szokásos ellátmányon (személyzet ellátmánya, élelmiszer, személyes tárgyak, számítógépek, alkatrészek, tudományos kísérletek anyagai stb.) túl több tudományos berendezés, többek között a NASA lézeres kommunikáció kísérleteit szolgáló ILLUMA-T programhoz szükséges berendezések, a NASA gravitációs hullámok légköri hatásait vizsgáló  AWE (Atmospheric Wawe Experiment) kísérleteinek műszerei, a légzőszervi kísérletekre szolgáló Gauncho Lung program berendezései, valamint az Európai Űrügynökség (ESA) új víztisztítási technológia kifejlesztésére irányuló Aquamembrane–3 kutatási program berendezései.